# Алмопия (дим)
Алмопи́я (греч. Δήμος Αλμωπίας) — община (дим) в Греции, у границы с Северной Македонией. Входит в периферийную единицу Пела в периферии Центральная Македония. Население 27 556 жителей по переписи 2011 года. Площадь 985,817 квадратного километра. Плотность 27,95 человека на квадратный километр. Административный центр — Аридея. Димархом на местных выборах 2019 года избран Христос Бацис (Χρήστος Μπάτσης), который сменил Димитриоса Биноса (Δημήτριος Μπίνος).
Создана в 2010 году (ΦΕΚ 87Α) по программе «Калликратис» при слиянии упразднённых общин Аридея и Эксаплатанос. Названа по одноимённой исторической области (др.-греч. Ἀλμωπία).
Община (дим) Алмопия делится на 2 общинные единицы.

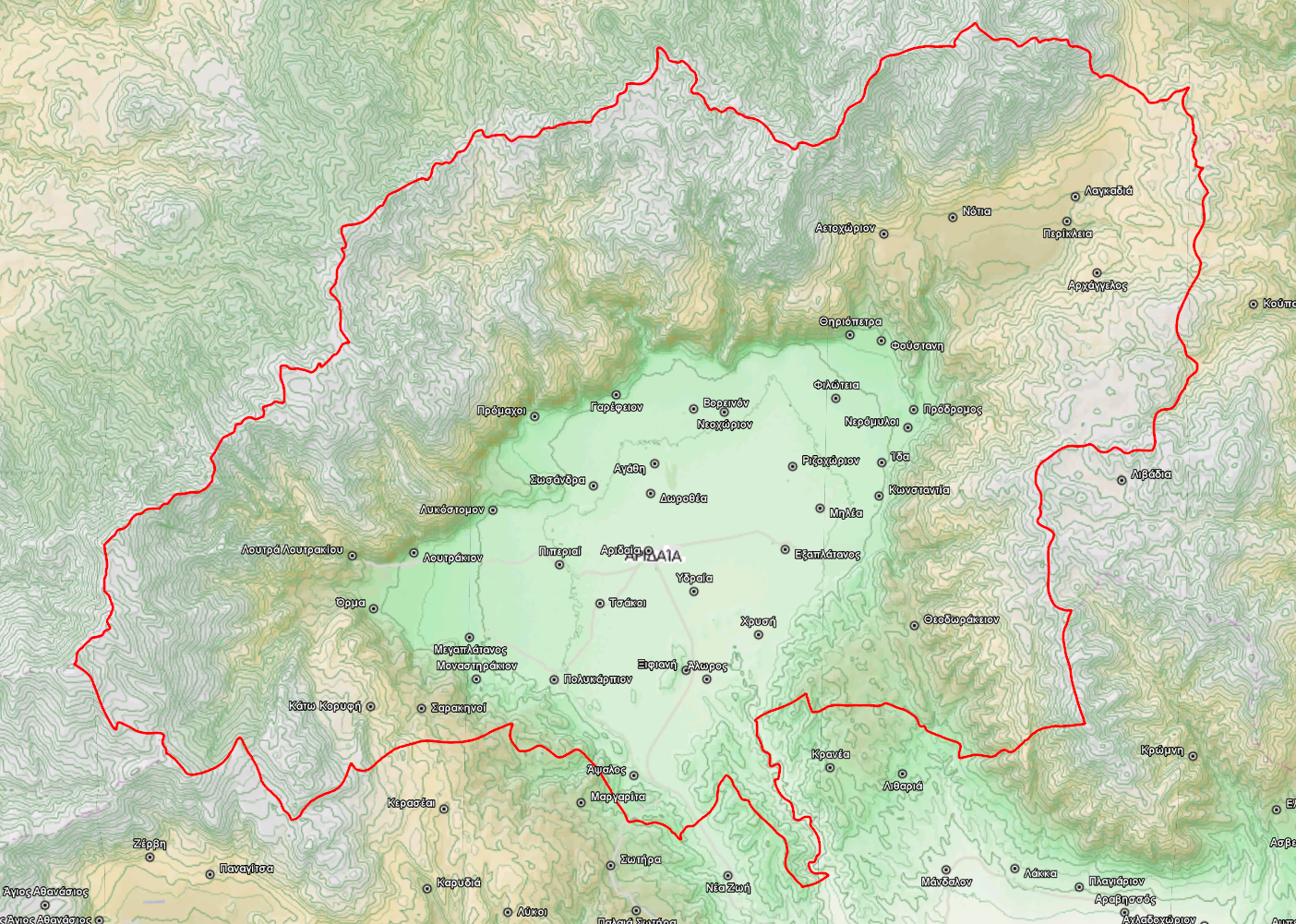
Топографическая карта общины Алмопия
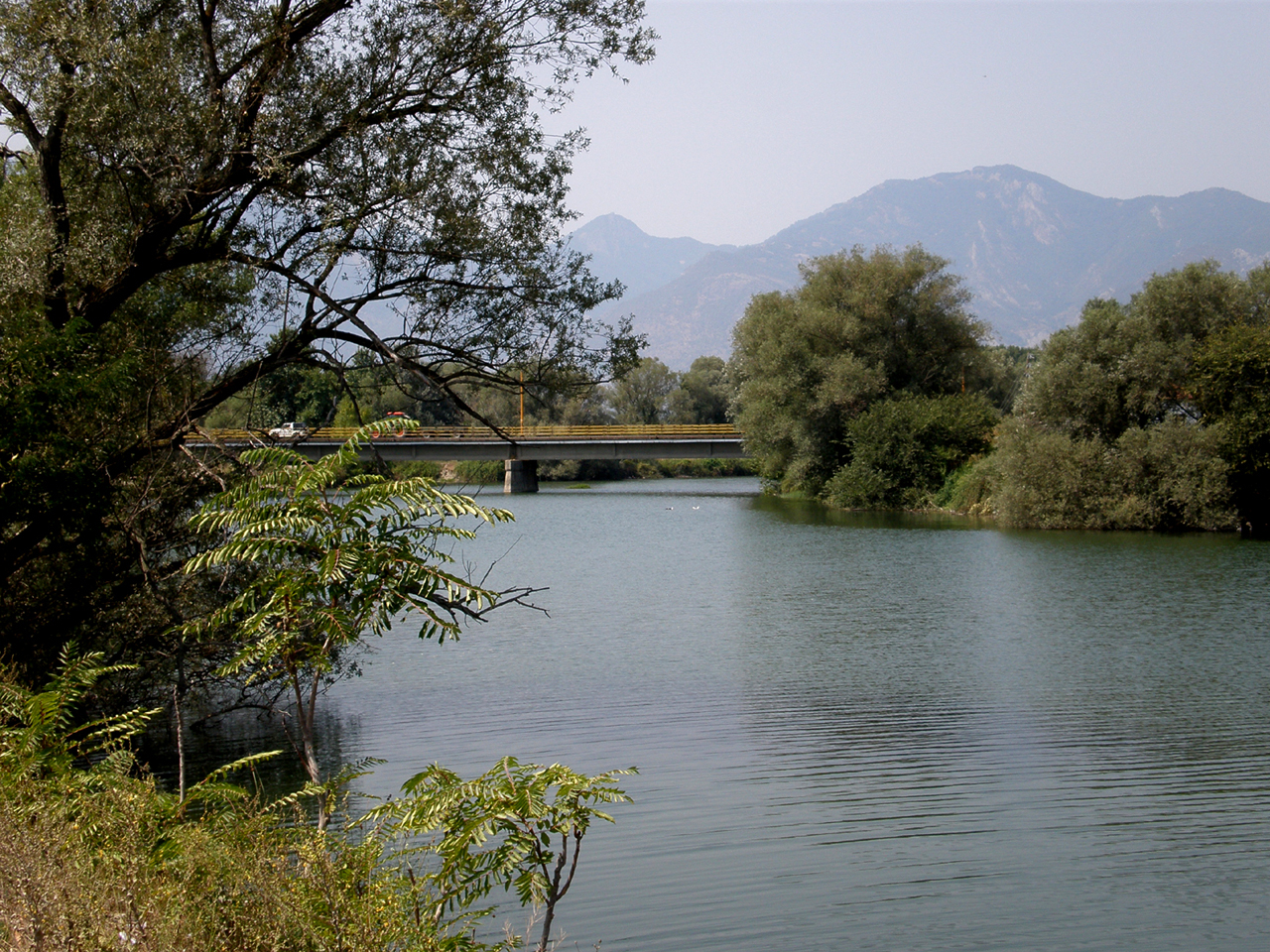
Река Могленицас
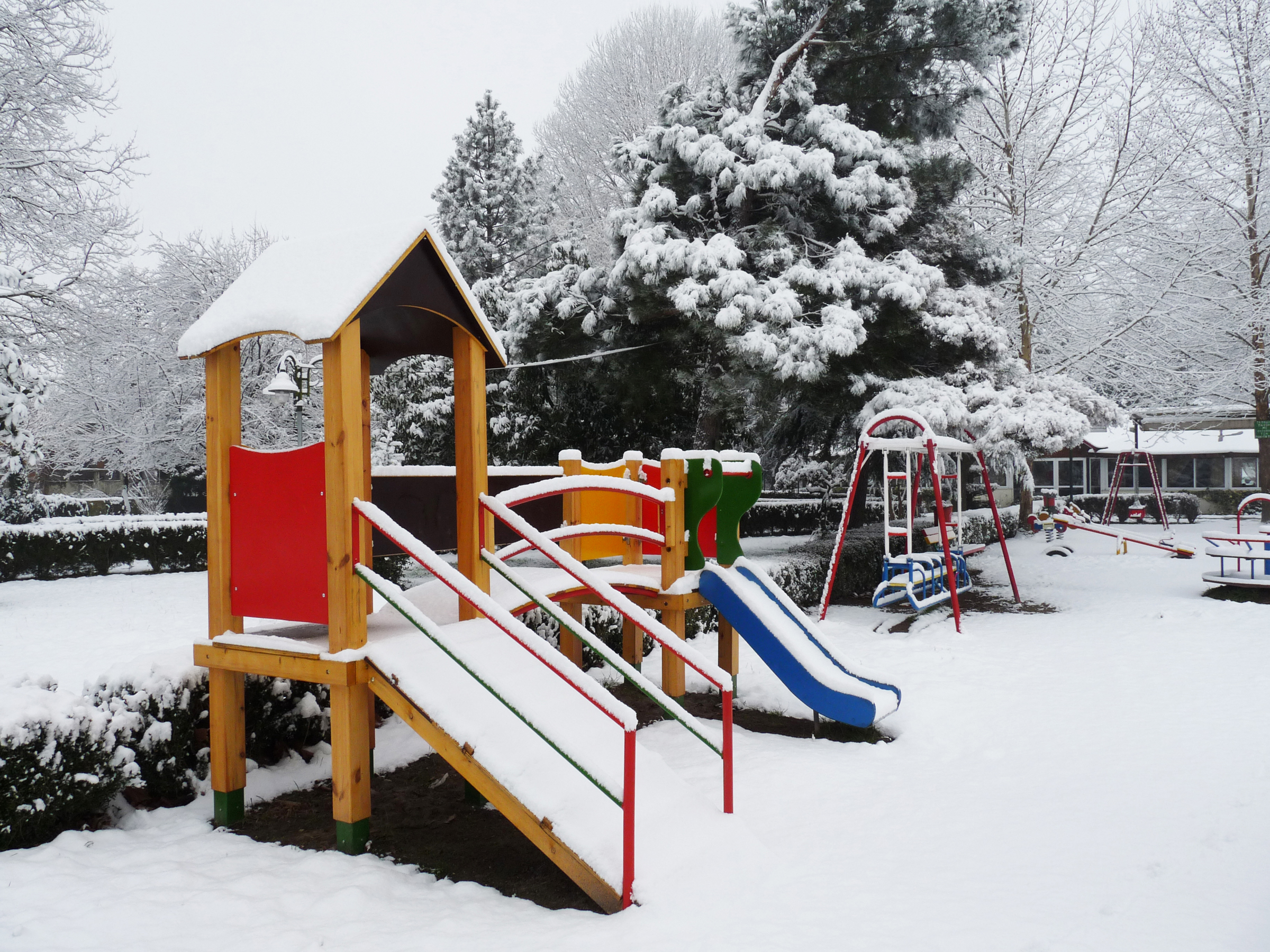
Парк «Дасаки» в Аридее
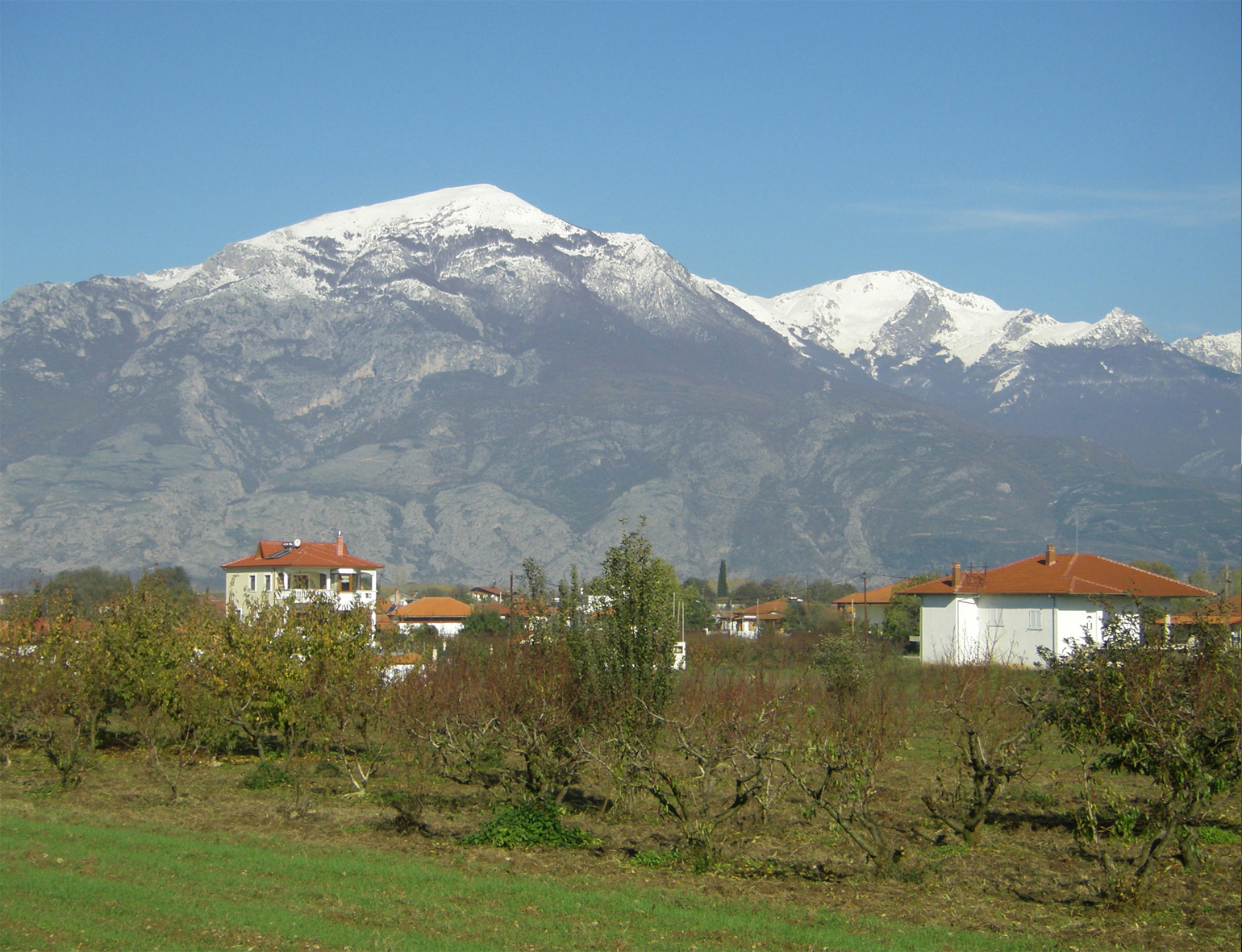
Вид на горы Кожуф из деревни Милея[англ.]
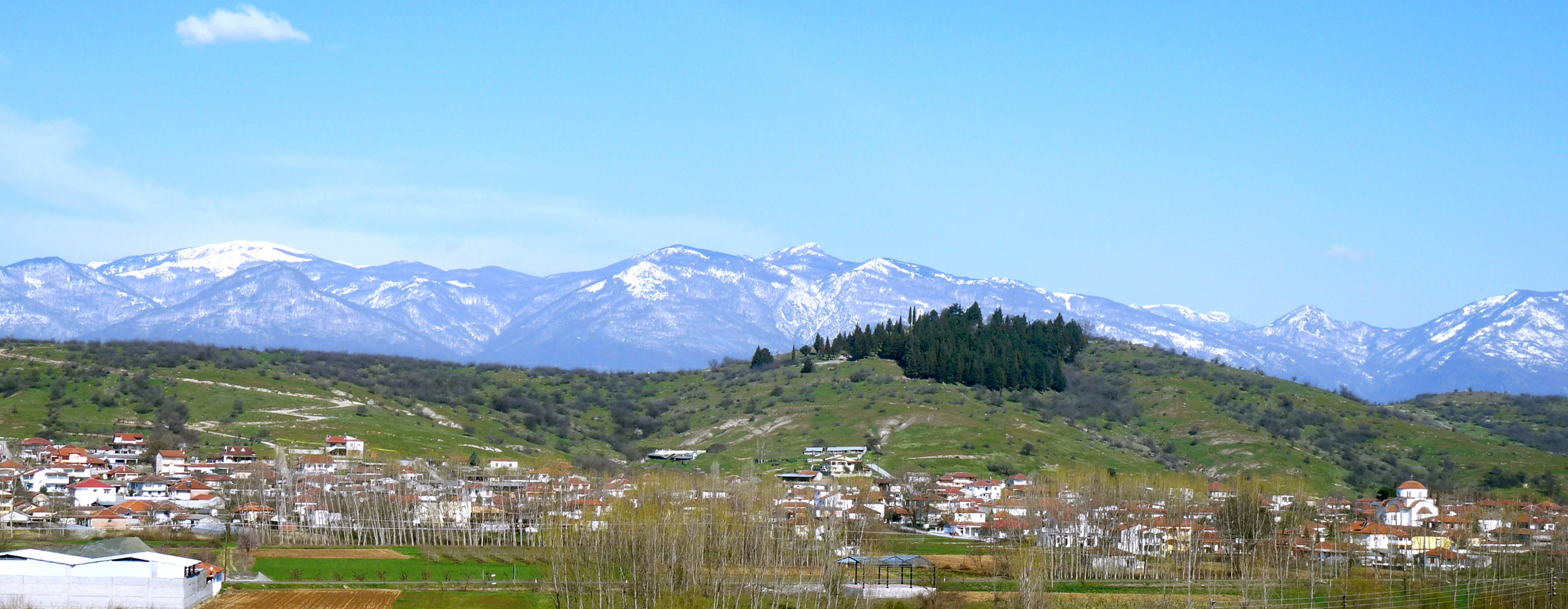
Панорамный вид на Ксифиани[греч.]
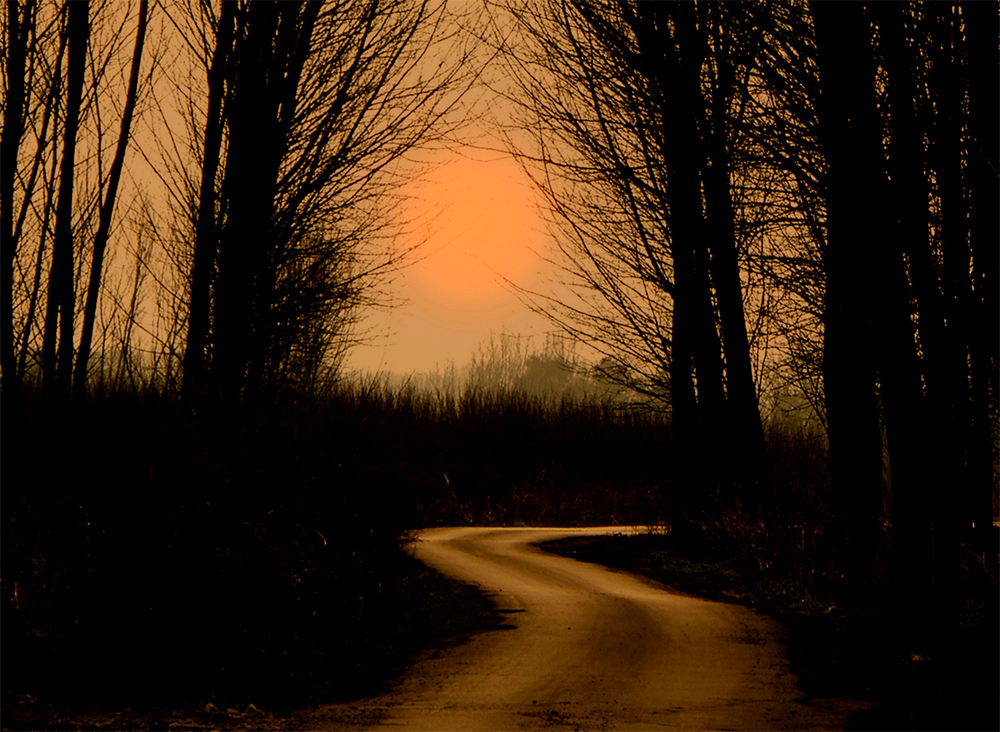
Дорога Аридея — Доротея
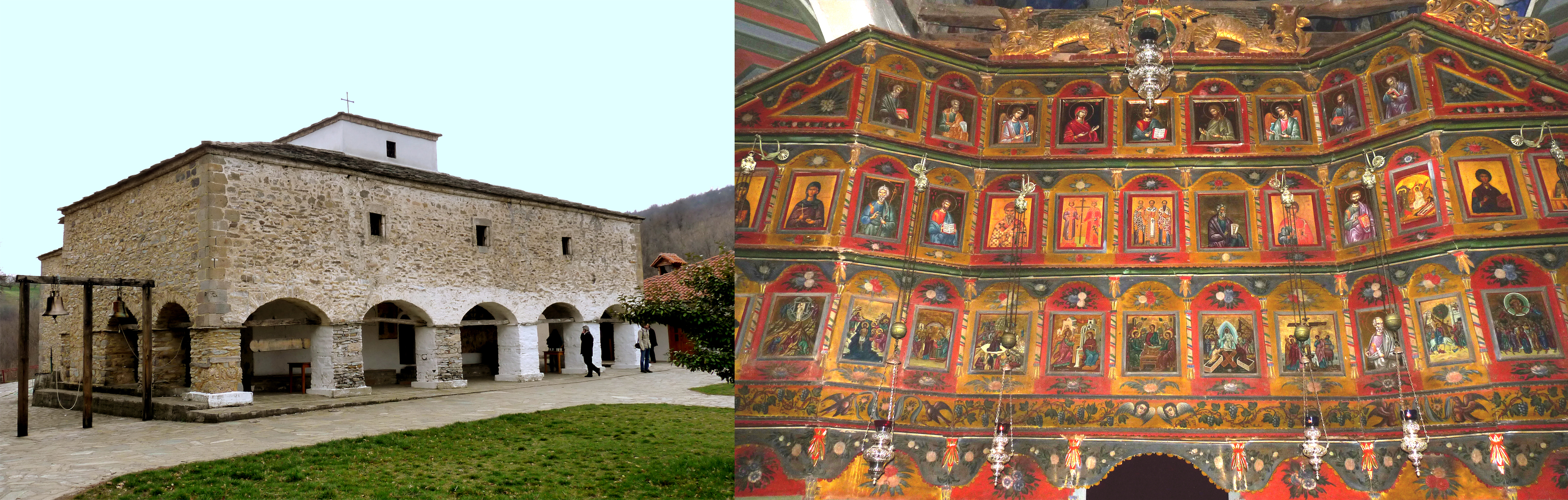
Монастырь Архангела Михаила в деревне Архангелос[англ.]